# Língua xenuesa
O shenwa, chenoua ou, em português, xenuês (nome nativo Haqbaylit̠), é uma língua berbere Zenasti falada no Monte Chenoua (Jebel Chenoua) na Argélia, a oeste de Argel, e nas províncias de Tipaza (incluindo a cidade de Cherchell) e Província de Chlef A fala de Jebel Chenoua propriamente dita é mutuamente compreensível com a de Beni Menacer e Beni Haoua  e os dois são tratados como uma única língua. São cerca de 76 mil os falantes

Línguas Bereberes no oeste da Argélia

## Fonologia
A julgar por Laoust (cujo trabalho na língua é anterior à fonologia sistemática), o Shenwa tem os seguintes sons, apresentados abaixo no Alfabeto Fonético Internacional junto com diferentes representações na ortografia latina padrão argelina para as línguas berberes.

### Consoantes
|             | Labial  | Dental      | Dental | Alveolar | Alveolar | Palato-Alveolar | Velar | Uvular      | Faríngea    | Glotal |
| plana       | Labial  | faríngea    | plana  | faríngea |          | Palato-Alveolar | Velar | Uvular      | Faríngea    | Glotal |
| ----------- | ------- | ----------- | ------ | -------- | -------- | --------------- | ----- | ----------- | ----------- | ------ |
| Oclusiva    | b       | t d         | tˤ ⟨ṭ⟩ |          |          |                 | k g   | q           |             |        |
| Africada    |         |             |        | ts ⟨ţ⟩   |          | tʃ ⟨č⟩ dʒ ⟨ğ⟩   |       |             |             |        |
| Fricativa   | f β ⟨ḇ⟩ | θ ⟨ṯ⟩ ð ⟨ḏ⟩ | ðˤ ⟨ḍ⟩ | s z      | sˤ ⟨ṣ⟩   | ʃ ⟨c⟩ ʒ ⟨j⟩     | x ⟨ḵ⟩ | χ ⟨x⟩ ʁ ⟨γ⟩ | ħ ⟨ḥ⟩ ʕ ⟨ε⟩ | h      |
| Nasal       | m       | n           |        |          |          |                 |       |             |             |        |
| Aproximante | w       | l           |        |          |          | j ⟨y⟩           |       |             |             |        |
| Vibrante    |         | r           |        |          |          |                 |       |             |             |        |

A comparação com outras línguas berberes sugere que a transcrição de Laoust pode ter falhado em distinguir certos sons, notavelmente faringealizados  / zˤ /.

### Vogais
/ a /, / i /, / u /, / ə /, [e]. [o]} de Laoust aparece para indicar variada labialização ( / ʷ /) ou um alofone de / u /.

## Escrita
Usa-se no Shenwa o alfabeto latino sem a letra V. Usam-se as formas Č, Ḏ, Ḍ, e, Ɛ, Ǧ, Ḥ, Ɣ, Ḵ, Ṣ

## Amostra de texto
Uccen aked̠ waḥzaw
Iğ wuccen iroḥ iggur lami g ufa iğ waḥzaw iţellem i hezra. Innas uccen i warrac enni: "Maţa hellid̠ hegared̠." Arrac enni innas: "Ţellemeγ d̠i hezra." Innas uccen: "Ad̠el ay hirkasin." Arrac enni iţxiyeḍ as iḍaren nes. Lami iqaḍa innas: "Roḥ, aεd̠el iḍaren ennek̠ γer fwit̠."
Iroḥ uccen yaεd̠el iman es γer fwit̠ lami eqqoren iḍaren u iğim ec ayuwr.
Ikk ed sin iğ wumcic; innas uccen: "Sellek ay u c eţţγec." Iks as umcic hazra seg ḍarennes. Iroḥ uccen iwalla γer waḥzaw ič as elkul iγeṭṭen.
Português
Um chacal foi e encontrou uma criança trançando uma corda. O chacal perguntou à criança: "O que você está fazendo?" Essa criança respondeu: "Estou trançando uma corda." O chacal disse: "Faça-me alguns sapatos." Esta criança amarrou os pés. Quando terminou, disse-lhe: "Vá mostrar os pés ao sol."
O chacal foi e mostrou seus próprios pés ao sol, e seus pés secaram e ele não conseguia andar.
Chegou um gato e o chacal disse: "Me ajude, não vou te comer". O gato tirou a corda de seus pés. O chacal voltou para a criança e comeu todas as suas cabras.

## Gramática

### Substantivos
Os substantivos masculinos começam com  a-, i-, u-  (no singular) - como todas as línguas berberes - ou mais raramente com uma consoante (muitas vezes correspondendo a  a-  em outras línguas.) Exemplos:  ayḏi  "cachorro";  fus  "mão";  iri  "pescoço";  urṯu  "jardim". Seu plural está geralmente em  i -...- en  (por exemplo,  ameţin  "morte" →  imeţinen ), mas uma variedade de outras formas plurais (por exemplo,  i -... -an ,  i -...- wen ,  i -... awen ,  i -...- en ,  i -...- a- ), às vezes acompanhados por trema (ablaut) interno, também são encontrados: por exemplo  ijiḏer  "águia" →  ijuḏar ,  iṯri  "estrela" →  iṯran ,  afer  "asa" →  ifrawen ,  icer  "unha" →  icaren .
Substantivos femininos começam com  h-  (originalmente  t- ), e geralmente terminam com  -t  ou  -ṯ :  hagmarṯ  "égua",  hesa  "fígado". Alguns substantivos femininos perderam o  h- :  malla  "rola". Um substantivo masculino pode ser transformado em diminutivo adicionando-se os afixos femininos:  afus  "mão" →  hafust  "mãozinha". Os plurais de substantivos femininos se enquadram nos mesmos tipos dos masculinos, mas adicionando  h-  no início e usando  -in  em vez de  -en :  hakṯemţ  "feminino "→  hikṯemin ,  harract " garota "→  harracin ,  huqiṯ " pedra "→  huqay ,  hawleliṯ " aranha "→  hiwlela .
As construções genitivas - "X de Y" do inglês ou "Y's X" - são formadas como "XY", em que o prefixo de Y muda para  u-  (masc.) Ou  n ţe-  (fem .). Assim, por exemplo:  aman n ţala  "a água da fonte",  aglim uγilas  "a pele da pantera".  n  "de" também é usado com palavras estrangeiras:  hagmarṯ n elqayd̠  "a égua do  Caid".

### Adjetivos
Os adjetivos concordam em número e gênero com o substantivo e são formados da mesma maneira: por ex.  amellal  "branco",  azegrar  "longo",  azaim  "bom". A partícula  d̠  é usada antes dos adjetivos em certos contextos (incluindo como uma  cópula), da mesma forma que na língua cabila.

### Números
Como no cabilo, apenas os dois primeiros números são berberes; para números maiores, o árabe é usado. Eles são  iğ  (f.  Ict ) "um",  sen  (f.  Senat̠ ) "dois". O substantivo sendo contado o segue no genitivo:  senat̠ n ţuwura  "duas portas".
"Primeiro" e "último" são respectivamente  amezgaru  e  aneggaru  (adjetivos regulares). Outros ordinais são formados com o prefixo  wis  (f.  His ):  wis sen  "segundo (m.)",  Seu t̠elat̠a  "terceiro (f.)", etc.

### Pronomes
Os pronomes pessoais básicos de Shenwa são os seguintes. O gênero é diferenciado em todos os casos, exceto na primeira pessoa.
| inglês       | Forma autônoma | Pronome possessivo | Objeto direto                | Objeto indireto | Objeto de preposição | Sujeito de verbo pretérito | Sujeito de verbo aorista | Sujeito de verbo imperativo |
| ------------ | -------------- | ------------------ | ---------------------------- | --------------- | -------------------- | -------------------------- | ------------------------ | --------------------------- |
| I            | neč, nečinţin  | -inu               | -i                           | -ay             | -i                   | -egh                       | a-...-egh                |                             |
| you (m. sg.) | cek, cekinţin  | -nnek              | -c, -ic, -icek               | -ak             | -ek                  | h-...-d̠                    | ah-...-d̠                 | -                           |
| you (f. sg.) | cem, cemminţin | -nnem              | -cem, icem                   | -am             | -em                  | h-...-d̠                    | ah-...-d̠                 | -                           |
| he           | neţa, neţan    | -nnes              | -t̠, -it̠, -h                  | -as             | -es                  | i-                         | ay-                      |                             |
| she          | neţat̠          | -ennes             | -ţ, -iţ                      | -as             | -es                  | h-                         | ah-                      |                             |
| we           | necnin         | -nnegh             | -negh, -ghen                 | -anegh, -aghen  | -negh                | n-                         | ann-...(-t̠)              |                             |
| you (m. pl.) | kennim         | -nnwen             | -kem, -ikem                  | -awen           | -wen                 | h-...-m                    | ah-...-m                 | -t̠                          |
| you (f. pl.) | kennimţ        | -nnwenţ            | -kemţ, -ikemţ                | -awenţ          | -wenţ                | h-...-mţ                   | ah-...-mţ                | -mţ                         |
| they (m.)    | nahnin         | -nsen              | -t̠en, -it̠en, -hen, -ihen     | -asen           | -sen                 | -n                         | a-...-n                  |                             |
| they (f.)    | nahninţ        | -nsenţ             | -t̠enţ, -it̠enţ, -henţ, -ihenţ | -asenţ          | -senţ                | -nţ                        | a-...-nţ                 |                             |

O verbo é negado pela adição de  u ... c  ao redor dele:  u ţinziz ec  "não cante",  u huwired̠ ec  "você não andou". "Ainda não" é  u rt̠uci εad̠  ou  ur uci , onde  rt̠uci  e  uci  são verbos conjugados na pessoa apropriada:  u rt̠uciγ εad̠ ud yuḍeγ ec  "Eu ainda não cheguei",  u hert̠ucid̠ εad̠ ...  "você ainda não ..."
As formas verbais derivadas incluem:
- um acausativo em  s- :  azeg  "ferver" →  sizeg  "fazer algo ferver".
- um "recíproco" voz do meio em  m- :  zer  "ver" →  mzer  "ser visto"
- uma voz passiva em  ţwa- :  abba  "transportar" →  ţwabba  "ser transportado".
- Várias formas habituais.

As formas contínuas podem ser formadas com  aql-  "ver X" no presente,  ţuγa  "era" no pretérito:  aqlay ţeţeγ  "Estou comendo",  ţuγay ţeţeγ  'Eu estava comendo'.

### Preposições
Preposições precedem seus objetos:  i medden  "ao povo",  sgi Bazar  "de Tipaza". Alguns dos principais são:  i  "para" (dativo),  n  "de",  d̠eg / d̠i / eg / i  "em (para)",  seg / zeg- / si  "de",  s  "usando" (instrumental),  f / fell-  "on",  γer / γ  " em direção a ",  akid̠ / d̠ ," com ",  jar " entre ",  zat̠ " na frente de ",  awr " atrás ",  i sawen / susawen  "sob",  addu  "sobre".

### Conjunções
Conjunções precedem o verbo:  ami yiwoḍ  "quando ele chegou",  qabel ma ţaγen  "veja se está chovendo". Alguns importantes incluem:  melmi  "quando?",  Ami ,  γassa (l) ,  assγa ,  γir  "quando",  ma  ,  kagella ,  lukan ,  willa  "se",  (an) neγ  "ou". importantes inclueme: melmi "when?", ami, γassa(l), assγa, γir "when", ma, kagella, lukan, willa "if", (an)neγ "or".